# 総二坊

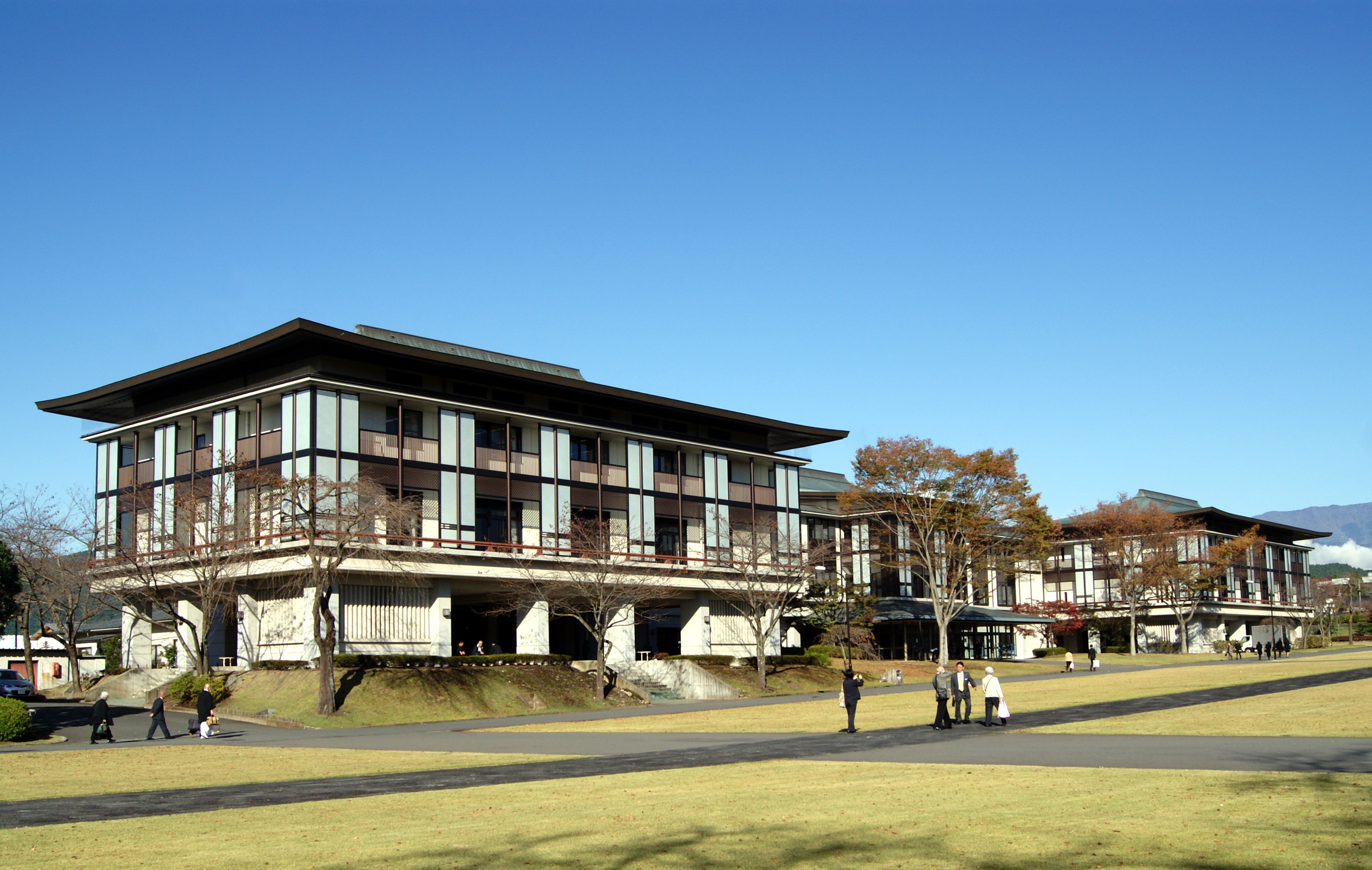
総二坊

総二坊（そうにぼう）は、日蓮正宗総本山大石寺の塔中坊の一つ。

## 歴史
- 1990年（平成2年）4月1日 - 第67世法主日顕の開基として建立される。
  - これまでは5つの宿坊（一之坊、二之坊、三之坊、四之坊、五之坊）からなっていた総坊を、総本山大石寺開創700年の記念事業として当時日蓮正宗の信徒団体であった創価学会寄進により新たに2棟の新総坊として建立されたもので、その1つが総二坊である。二之坊、四之坊の跡地に建てられている。
  - 総一坊は1988年（昭和63年）10月7日に落成。

## 概要
- 2階と3階には240畳敷きの大広間が8室ずつ設けられており、登山者の宿坊として利用されている。御本尊は2階と3階の広場側の部屋4室に安置され、そのうちの1室が本堂として使用されている。

## ギャラリー

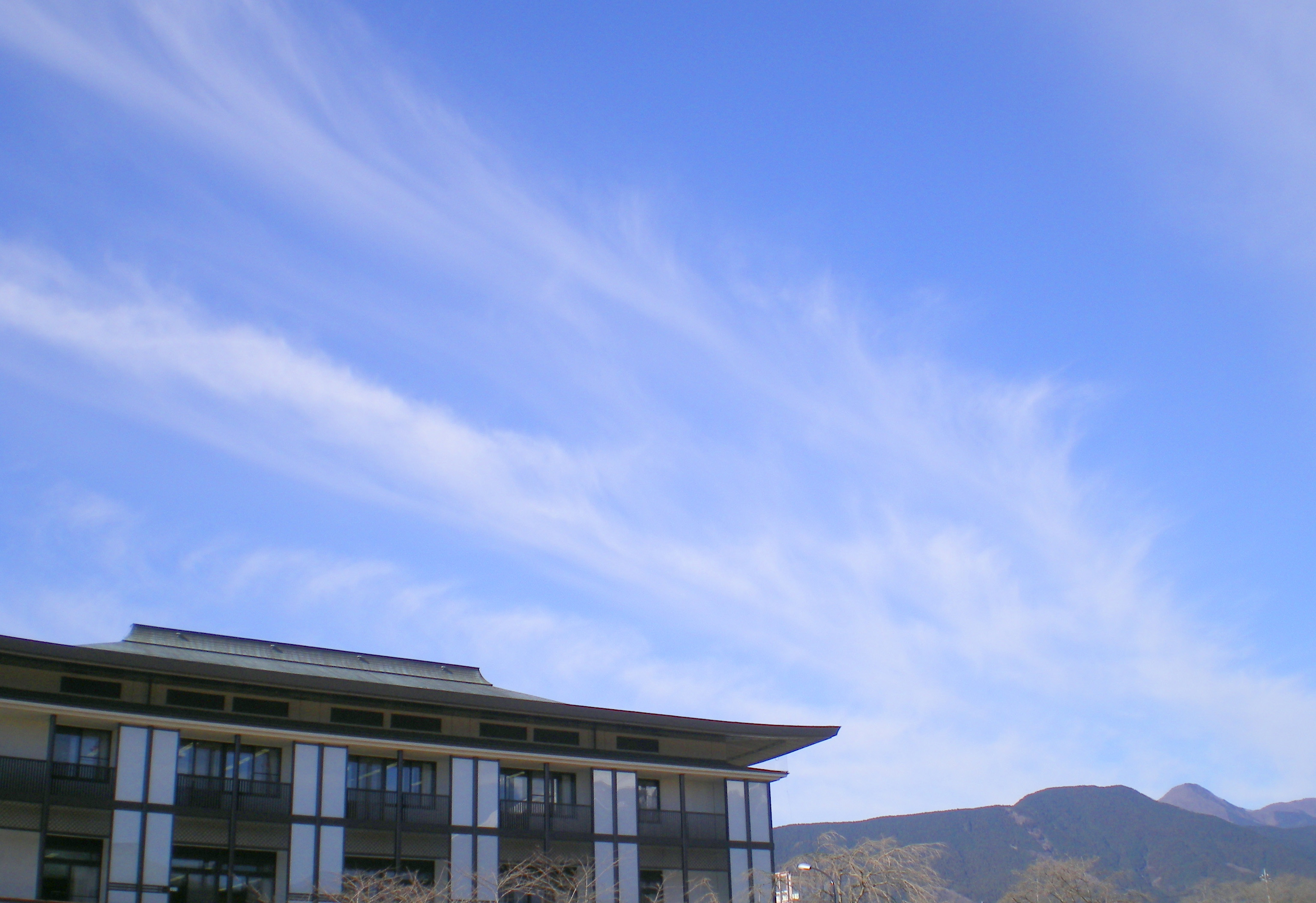
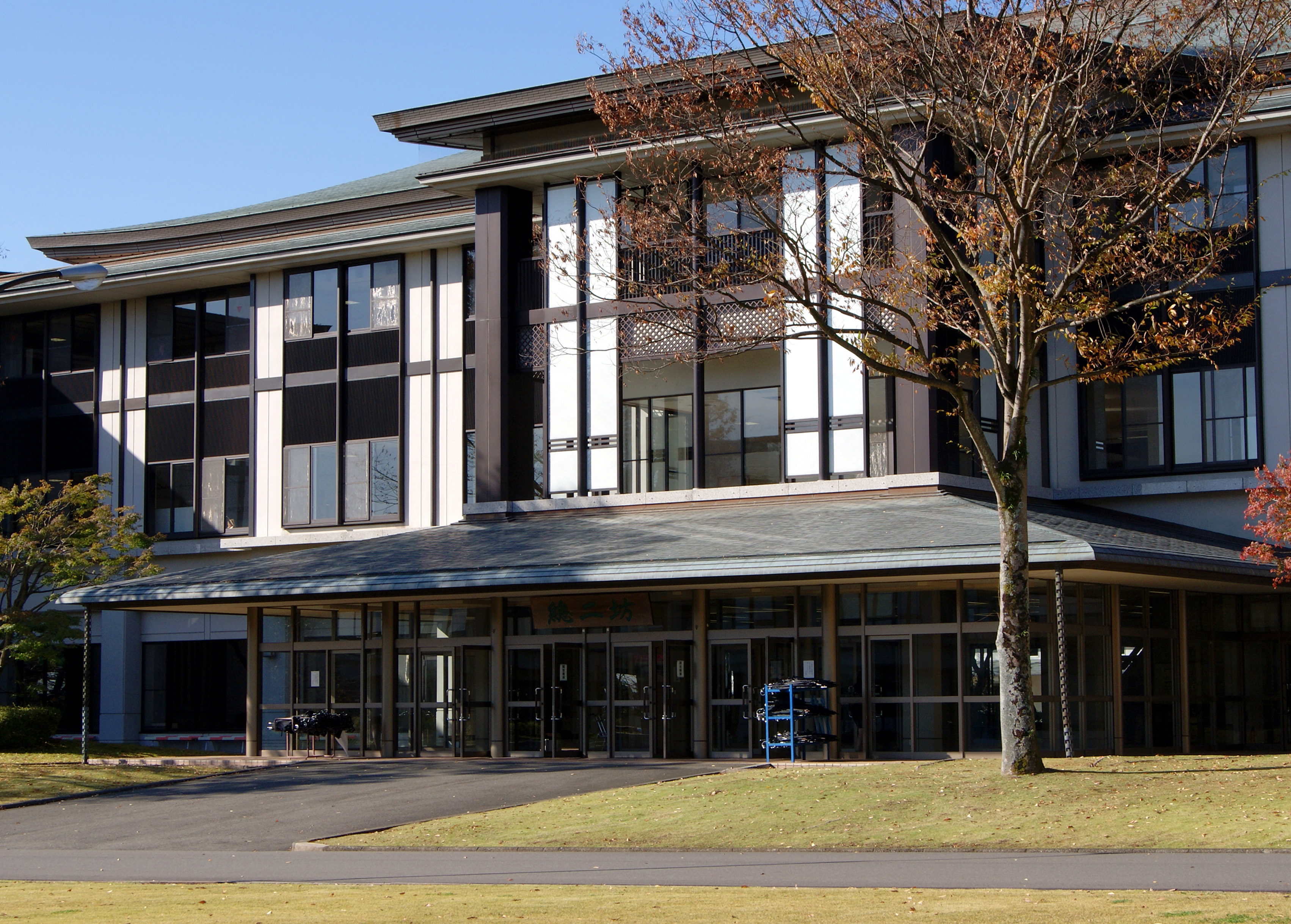